# Puzur-Ishtar
Puzur-Ishtar ou Puzur-Ištar est un shakkanakku ou un gouverneur affranchi de la tutelle akkadienne de la cité antique de Mari du XXIIe siècle av. J.-C.. Si les premiers shakkanakku sont mis en place par la dynastie akkadienne après le sac de la ville par Sargon ou son petit-fils Naram-Sin vers -2300, ces gouverneurs vont peu à peu gagner leur indépendance vis-à-vis du pouvoir central et créer leur propre dynastie, celle des shakkanakku.